# Than Shwe
Than Shwe (1933?-) (phiên âm tiếng Việt là Than Xuề và hay gắn với chức danh Thống tướng Than Xuề) là cựu Tổng thống của Myanmar. Than Shwe đã phục vụ trong lực lượng vũ trang Myanmar và lên đến hàm tướng. Đến tháng 4 năm 1991, ông là phó tổng chỉ huy của lực lượng vũ trang kiêm phó chủ tịch Hội đồng Khôi phục Trật tự và Luật pháp Liên bang. Vào thời điểm đó, Than Shwe đã chính thức ra lệnh chuyển quyền lực cho nhóm đối lập của Liên minh Dân chủ Quốc gia, liên minh trước đó đã giành thắng lợi vang dội trong cuộc tổng tuyển cử năm 1990 (cuộc bầu cử đa đảng đầu tiên của Myanmar trong 30 năm trở lại đây). Tháng 5 năm 1991, khoảng 35 nhà chính trị đối lập đã bị bỏ tù vì bị buộc tội phản quốc và âm mưu thiết lập một chính phủ thay thế.
Tháng 4 năm 1992, Than Shwe đã trở thành chủ tịch của Hội đồng Khôi phục Trật tự và Luật pháp Liên bang khi tướng Saw Maung đang bị bệnh từ chức. Tháng 3 năm 1992 đã lên chức bộ trưởng quốc phòng, tiếp sau đó cũng đã được lên chức thủ tướng. Trong một nỗ lực có vẻ như nâng cao uy tín quốc tế của Myanmar về các vấn đề nhân quyền, Than Shwe đã thông báo ngay sau khi nhậm chức rằng Hội đồng Khôi phục Trật tự và Luật pháp Liên bang sẽ bắt đầu thả một số tù nhân chính trị và tổ chức một hội nghị để soạn thảo một bản hiến pháp mới. Đến tháng 7 năm 1995, khoảng 2000 chính trị phạm đã được thả, trong đó bao gồm nhà lãnh đạo đối lập đoạt Giải Nobel Hòa bình Aung San Suu Kyi. Hàng trăm người khác vẫn còn trong tù và các nhà lãnh đạo Liên minh Dân chủ Quốc gia đã tẩy chay hội nghị Hội đồng Khôi phục Trật tự và Luật pháp Liên bang để soạn thảo một bản hiến pháp mới vì chế độ chính trị đã đưa ra các điều khoản đảm bảo cho chế độ này vị trí lãnh đạo trong chính phủ.